# Movsés Kaghankatvatsí
Movsés Kaghankatvatsí (en armenio: Մովսէս Կաղանկատուացի Movsés Kaġankatvac’i), o Movsés Dasjurantsí (Մովսէս Դասխուրանցի Movsés Dasxuranc’i) es el reputado autor (o autores) de un trabajo historiográfico en armenio clásico del siglo X sobre la Albania caucásica y las provincias orientales de Armenia, conocido como La Historia del País de Albania  (Պատմութիւն Աղուանից, Patmutʿiwn  Ałuanicʿ).

## Autoría

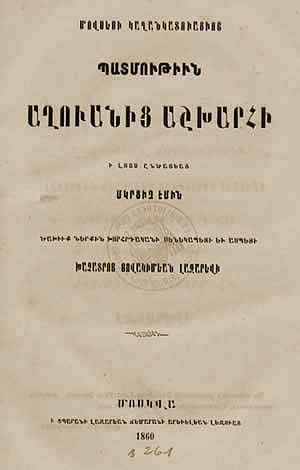
Primera edición armenia de la Historia del país de Aluank.

El primer historiador que menciona el trabajo de Movsés es el estudioso legal armenio medieval Mjitar Gosh, que le denomina Movsés Dasjurantsí.
Un historiador más tardío, Kirakos Gandzaketsi, autor de la Historia de Armenia referenciaba sus argumentos basado en la obra de Movsés Kaghankatvatsí.  La afirmación es ésta (Libro II, cap. 11):

Cuando el enemigo se dio cuenta de lo que había pasado, les persiguieron y capturaron a un grupo de ellos a los pies de la montaña del lado contrario al gran pueblo de Kaghankatuik, que está en la misma provincia de Uti de la que yo también soy.

Movsés narra la invasión jázara de Transcaucasia y otros acontecimientos hasta el siglo VII en el libro I y II de su Historia. El libro III difiere de los anteriores en el estilo y fecha de escritura. Habla de las incursiones de los rus en el mar Caspio y su conquista de Partav en el siglo X. A causa de este salto en el tiempo y la diferencia de estilo, la atribución de la obra a un solo autor parece dudosa. Por esa razón es común asumir dos autores o editores consecutivos, Kaghankatvatsí (siglo VII) como el autor de los Libros I y II, y Dasjurantsí (siglo X) como editor del texto de Kaghankatvatsí y autor del Libro III.

## Publicaciones y traducciones
- Movsés Kaghankatvatsí, Historia de Aghuank en armenio clásico original (Մովսէս Կաղանկատուացի.Պատմութիւն Աղուանից աշխարհի), crítica e introducción por Varag Arrakelian. Ereván: Matenadaran. Instituto de manuscritos antiguos Mesrob Mashtots. Academia de Ciencias de la RSS de Armenia, 1983.
- Movsēs Dasxuranc'i, The History of the Caucasian Albanians (traducida al inglés por C. F. J. Dowsett). Londres: London Oriental Series, Vol. 8, 1961.
- Movsés Kaghankatvatsí, La Historia del País de Aluank (traducida al idioma ruso por Š.V. Smbatian). Ereván: Matenadaran, 1984.
- Movsés Kaghankatvatsí, La Historia de Albania (traducida al georgiano por L. Davlianidze-Tatishvili). Tiflis: 1985.